# Mała Ina
Mała Ina (niem. Faule Ihna) – rzeka, lewy dopływ Iny o długości 55,06 km i powierzchni dorzecza 426 km². Płynie przez Pojezierze Choszczeńskie i Równinę Pyrzycko-Stargadzką.
Rzeka wypływa z  jeziora Mielęcino na południe od Krzęcina, przepływa przez Dolice, a do Iny uchodzi przy południowej granicy Stargardu (za miejscowością Witkowo Drugie, obok wiaduktu drogi S10) 